# Amelie Tarschys Ingre
Amelie Sophie Charlotte Tarschys Ingre, tidigare Rehbinder Tarschys, född 2 januari 1977 i Lidingö församling, Stockholms län, är en svensk politiker (Liberalerna). 
Amelie Tarschys Ingre är regionråd (L) och gruppledare (L) i Region Stockholm och ledamot i bl a regionfullmäktige, regionstyrelsen och hälso- och sjukvårdsnämnden samt vice ordförande tillväxt- och innovationsutskottet. Hon är också vice gruppledare i Liberalernas SKR-grupp och ledamot i Liberalernas partistyrelse och partiledning.
Sedan 2016 är Tarschys Ingre ersättare i Europarådets kongress för lokala och regionala myndigheter (CLRAE) och har varit rapportör för flera rapporter.

## Tidigare karriär
Oppositionsråd 2015-18, kommunalråd och ordförande för utbildningsnämnden 2019-21, ordförande socialnämnden 2013-14 samt ledamot bl a kommunfullmäktige 2010-22 i Lidingö stad. 2015–2021 var Tarschys Ingre mentor i Women's Political Leadership, ett ledarskapsprogram för afrikanska, asiatiska och östeuropeiska kvinnliga lokalpolitiker som drivs av Internationellt centrum för lokal demokrati.Tarschys Ingre har även tidigare varit bl a ordförande för Liberala Kvinnor i Stockholms län, ledamot av Liberala Kvinnors förbundsstyrelse, ordförande för LUF Lidingö, ersättare i Sveriges riksdag och ersättare i Europaparlamentet.  
2001–2014 arbetade Tarschys Ingre på Sveriges Kommuner och Landsting med bland annat konkurrens- och valfrihetsfrågor, internationella frågor och demokratifrågor. 
Amelie Tarschys Ingre har en Pol.Mag. i statsvetenskap från Uppsala universitet och har läst kurser vid University of Reading, University of Syracuse och Université de Strasbourg. Hon är dotter till Daniel Tarschys och Regina Rehbinder. 